# Carl Alexander Clerck
Pour les articles homonymes, voir Clerck.
Carl Alexander Clerck, né vers 1710 et mort le 22 juillet 1765, est un naturaliste suédois.

## Biographie
Il fréquente l'université d'Uppsala en 1726 mais on ignore s'il rencontre son compatriote Carl von Linné (1707-1778) qui arrive à Uppsala en 1728. On ne connaît que très peu de choses sur la vie de Clerck. D'une famille aristocrate mais pauvre, il doit quitter l'université et devenir contrôleur des contributions à Stockholm.
C'est en suivant les cours de Linné, vers 1740, que Clerck s'intéresse à nouveau à l'histoire naturelle. Il étudie en particulier les araignées et fait paraître en 1757 Aranei Suecici. Il y décrit de nombreuses espèces et son livre est salué par Linné. Il entreprend également la réalisation d'un ouvrage illustré sur les papillons, Icones insectorum rariorum, mais Clerck meurt après la rédaction du troisième fascicule et ses Icones restent incomplets, ils sont notamment dépourvus de commentaires.
Il devient membre, en 1756, de la Société royale des sciences d'Uppsala et, en 1764, de l'Académie royale des sciences de Suède.
Suivant les règles officielles de taxinomie, les dénominations qu'il donne aux araignées qu'il décrit ne devraient pas être prises en compte, car son ouvrage est publié un an avant la dixième édition du Systema Naturæ de Carl von Linné. À la suite d'un accord international après un vaste débat, ses dénominations, qui respectent le système binominal linnéen, ont été malgré tout considérées comme valables.

## Source
- Pierre Bonnet (1945). Bibliographia araneorum, Les frères Douladoure (Toulouse).
- Notices d'autorité :   - VIAF
  - ISNI
  - BnF (données)
  - IdRef
  - LCCN
  - GND
  - Pays-Bas
  - Suède
  - Grèce
  - WorldCat